# Nengone

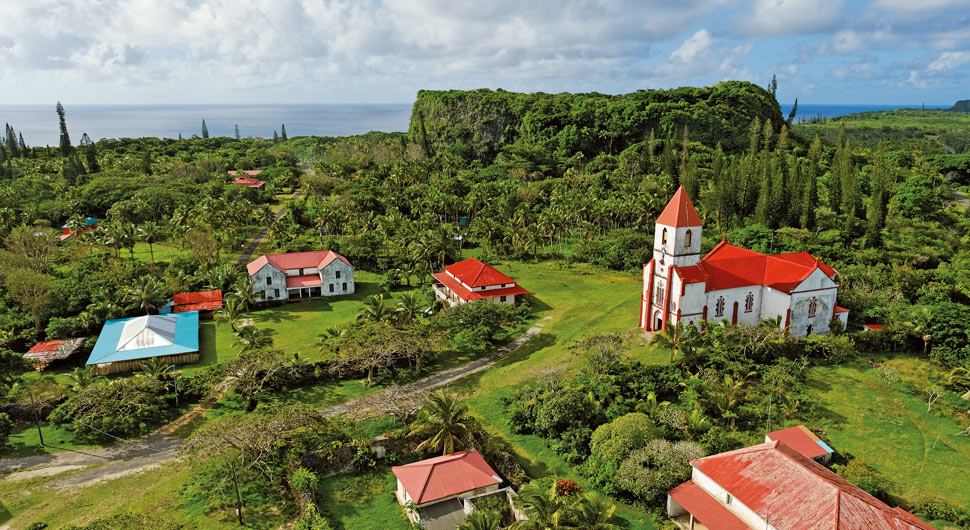

Le nengone ou p'ene nengone correspond à l’une des vingt-huit langues kanak qui composent le paysage linguistique calédonien. 
Langue parlée aussi bien par les Maréens que par la population originaire de Tiga, elle est la deuxième langue kanak la plus parlée, après le drehu, avec 8 721 locuteurs déclarés de 14 ans et plus, dont 3 544 sur l’île de Maré et 4 659 dans le Grand Nouméa selon le recensement de 2009. Enseignée depuis la maternelle jusqu’au lycée comme matière facultative, elle fait partie des épreuves de langues vivantes optionnelles au baccalauréat depuis 1992. Elle est également enseignée à l’Université de la Nouvelle-Calédonie dans le cadre de la licence de Langues, littératures et civilisations régionales depuis 1999.
Étymologiquement, le terme « nengone » désigne à la fois l’île de Maré et la langue qui y est pratiquée. L’étymologie populaire explique que le terme découlerait de neng, signifiant « questionner » ou « questionnement ». On suppose aussi que le terme a été emprunté à une autre langue de l’Océanie.

## Trois niveaux de langues[4]
Cette langue Kanak des îles Loyautés de Nouvelle Calédonie est riche du point de vue symbolique car, comme à l'image du Français, il existe trois niveaux de langues correspondant à diverses situations d'existence. Utiliser tel ou tel niveau de langue, c'est se situer socialement par rapport à son interlocuteur.
- P'ene Iwateno

Ce niveau de langue en Nengone, le plus élevé, s'utilise pour marquer un très grand respect envers son interlocuteur, et lors de fêtes ou activités socialement importantes, comme lors d'un mariage ou d'un décès. Il permet aussi de s'adresser à un inconnu ou à un étranger. Ce niveau de langue se caractérise par des occurrences rallongées. 
- P'ene Egesho (ou p'ene eeth)

Ce niveau de langue en Nengone, le plus bas, s'utilise pour marquer au contraire un mépris envers son interlocuteur. Il s'emploie souvent lors de conflits et équivaut au langage familier voire vulgaire en Français.
- P'ene Animac

Ce niveau de langue en Nengone correspond au langage courant, la langue qui est utilisée au jour le jour, et donc dans sa forme la plus simple et/ou neutre. Il s'emploie dans toutes les interactions sociales plutôt privées, familiales et/ou amicales.
Nous pouvons prendre un exemple que nous déclinerons en ces trois niveaux de langues :
- P'ene Iwateno : Ehme ci alatone co kodraru o tri ? : Voudriez-vous boire du thé ?
- P'ene Egesho : Hmeume co wau o trii ? : Tu veux bouffer du thé ?
- P'ene Animac : Bo ci alane co kua trii ? : Veux-tu boire du thé ?

L'idée de boire du thé est toujours la même. Cependant la situation sociale demande une adaptation particulière et donc l'emploi d'une variante de la langue selon les personnes à qui nous nous adressons et donc le contexte social par rapport au lieu, ou au rang social de la personne et par rapport à la situation plus ou moins conflictuelle.  
Voici un tableau comparatif contenant des exemples proposés par l'Académie des Langues Kanaks : 
|    | Pene Nengone | Pene Iwateno | Pene Egesho | Traduction        |
| -- | ------------ | ------------ | ----------- | ----------------- |
| 1  | Paegogo      | Parowo       | Pahnec      | Visage            |
| 2  | Tube nengoc  | Tube beridr  | Pen         | Bouche            |
| 3  | Waegogo      | Warowo       | Wanec       | Œil, yeux         |
| 4  | Kaka         | Ci kodraru   | Ci cia      | Manger            |
| 5  | Bo           | Bua / Ehme   | Hmeuhme     | 2 p.s - "Tu/vous" |
| 6  | Hmengo       | Buhme        | Ziehme      | Vous 2            |
| 7  | Kariroi      | Karuia       |             | Beau, belle       |
| 8  | Ci tango     | Ci taeto     | -           | Mort              |
| 9  | Ci pina      | Ci shedo     |             | Arriver           |
| 10 | Ci hu        | Ci leng(e)   | Cou         | Aller             |
| 11 | Ci nunu      | Ci xiwaimomo | Ci nueu     | Écrire            |
| 12 | Ci nengoc    | Ci beridr    | Ci pen      | Parler            |

Cependant, il existe toujours plus d'exemples dans des situations diverses  de communications quotidiennes.

## Alphabet Nengone[5]
| a | b | c | d | e |
| - | - | - | - | - |
| f | g | h | i | j |
| k | l | m | n | o |
| p | r | s | t | u |
| v | w | x | y | z |

L'alphabet du nengone ci-dessous, s'appuie sur les travaux de Dawel Cawa, Jacques Haewegene et Marie-Rose Trabe réalisés dans les années 1984 par le Bureau des Langues Vernaculaires, mais publiés en 2007. Ils sont en cours de normalisation. L’alphabet du nengone comprend donc 26 lettres, dont 6 voyelles et 20 consonnes.